# Honda e
La Honda e est une voiture électrique du constructeur automobile japonais Honda, très proche du concept car « e Prototype » présenté en mars 2019, et produite à partir de 2019. La conception du véhicule, destiné aux marchés japonais et européen, n'est pas sans rappeler la première Honda Civic sortie en 1972. Elle est élue « voiture de l'année 2020 » en Allemagne.

## Présentation

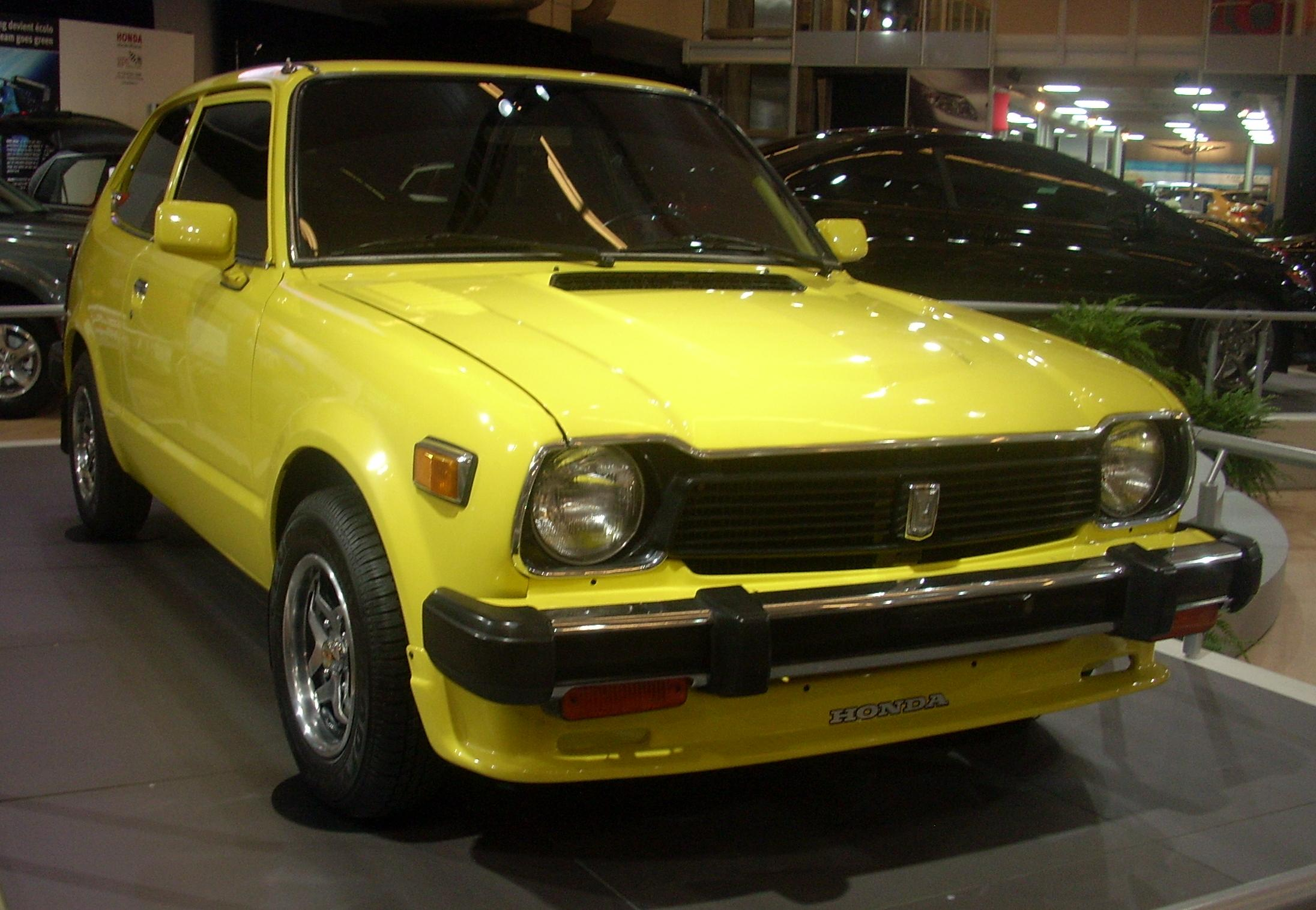
Honda Civic de 1re génération (1974).

La Honda e est dévoilée officiellement le 4 septembre 2019 avant sa première exposition publique au salon de Francfort édition 2019.
En mai 2019, le constructeur de Tokyo lance la pré-réservation de la Honda e sur internet, sans dévoiler le modèle définitif et pour une livraison à partir du printemps 2020.
Contrairement au concept car, la Honda e est équipée de cinq portes, et la banquette arrière ne propose que deux places.
Le véhicule est commercialisé en août 2020 sur le marché européen, et doit être vendue au Japon en octobre 2020 à tarif de 4,51 million de yen avec une autonomie de 283 kilomètres.
Après des ventes décevantes résultant d'un tarif élevé couplé à une autonomie réduite, Honda annonce en juillet 2023 que la citadine ne sera pas renouvelée et que tous les futurs véhicules électriques de la marque seront désormais des SUV. La Honda e est effectivement retirée prématurément de la vente en décembre 2023 et l'arrêt définitif de sa production survient le mois suivant, quatre ans à peine après sa commercialisation.

## Caractéristiques techniques

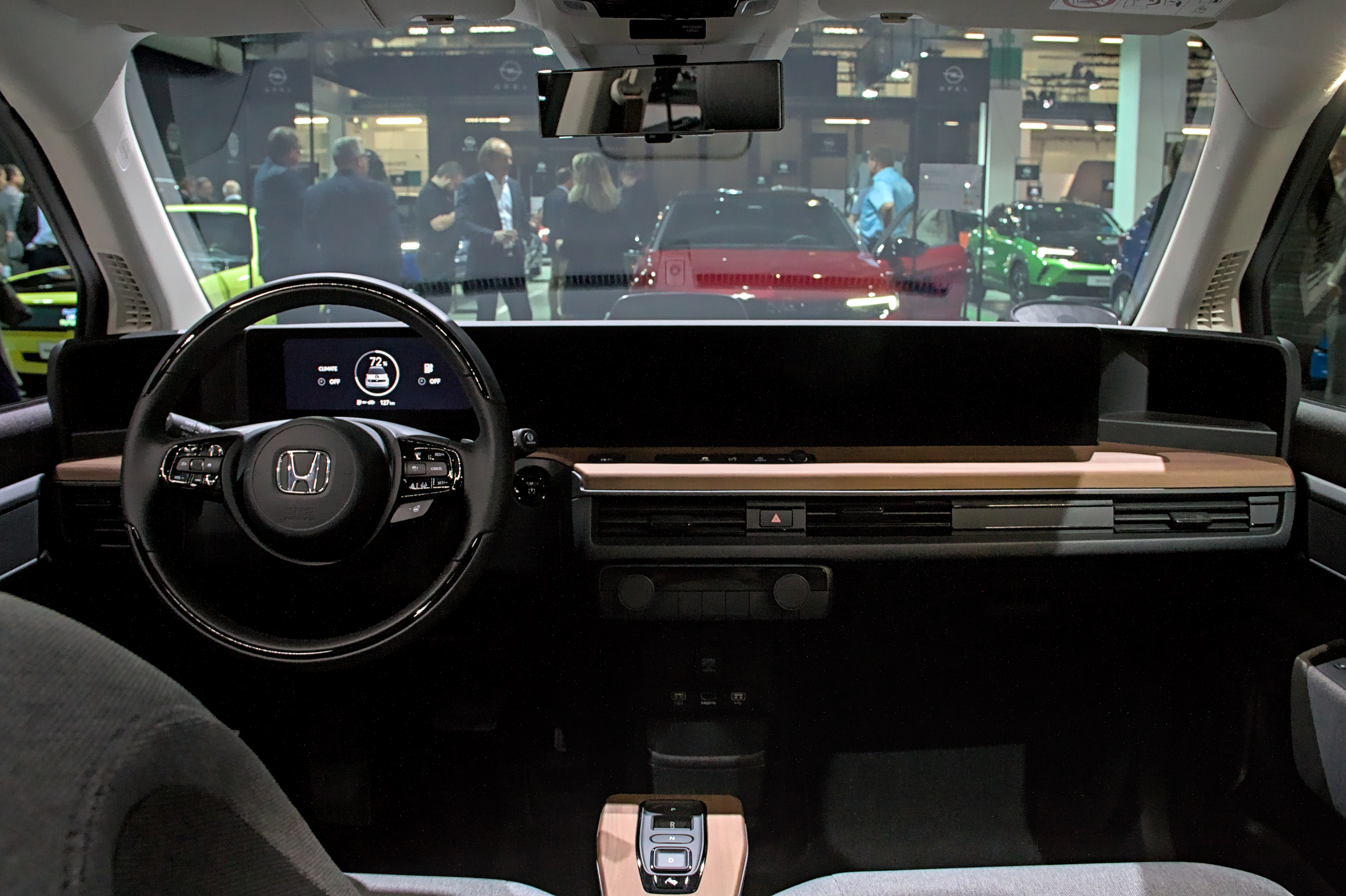
Planche de bord de la Honda e.

La Honda e est le premier véhicule à remplacer les rétroviseurs extérieurs par des caméras de série, sur toutes ses versions, alors qu'il s'agit d'une option sur l'Audi e-tron Quattro par exemple.
La planche de bord est formée d'un écran panoramique, qui est en fait la combinaison de deux écrans assemblés, offrant 12,3 pouces pour l’info-divertissement. L’instrumentation reçoit elle aussi un écran LCD, tandis que deux autres écrans de 6 pouces sont disposés de chaque côté de la planche de bord rectiligne pour la rétro-vision par caméra. Un sixième écran prend place dans le rétroviseur intérieur couplé à une caméra à l'arrière du véhicule.
Le véhicule est également doté, sur la finition haute Advance, d'une fonction de stationnement automatique.

### Motorisation
La Honda e est équipée d'un électromoteur d'une puissance de 100 kW (153 ch) pour un couple de 315 N m placé sous le capot avant.
| Logo de Honda                       | Honda e    | Honda e    |
| Logo de Honda                       | e-100      | e-113      |
| ----------------------------------- | ---------- | ---------- |
| Puissance moteur électrique (kW)    | 100        | 113        |
| Puissance maximale (ch)             | 136        | 154        |
| Couple maximal (N m)                | 315        | 315        |
| Vitesse maximale (km/h)             | 145        | 145        |
| 0-100 km/h (s)                      | 9,0        | 8,3        |
| Masse à vide (kg)                   | 1513       | 1543       |
| Batterie                            |            |            |
| Capacité brute (kWh)                | 35,5       | 35,5       |
| Puissance du chargeur embarqué (kW) | 6,6        | 6,6        |
| Autonomie WLTP (km)                 | 222        | 210        |
| Consommation (kWh/100km)            | 17,2       | 17,8       |
| Temps de recharge                   |            |            |
| sur une borne 100 kW (0 à 80 %)     | 30 minutes | 30 minutes |

Pour maintenir l'autonomie, la vitesse de pointe est limitée à 145 km/h dans les deux motorisations.

### Batterie

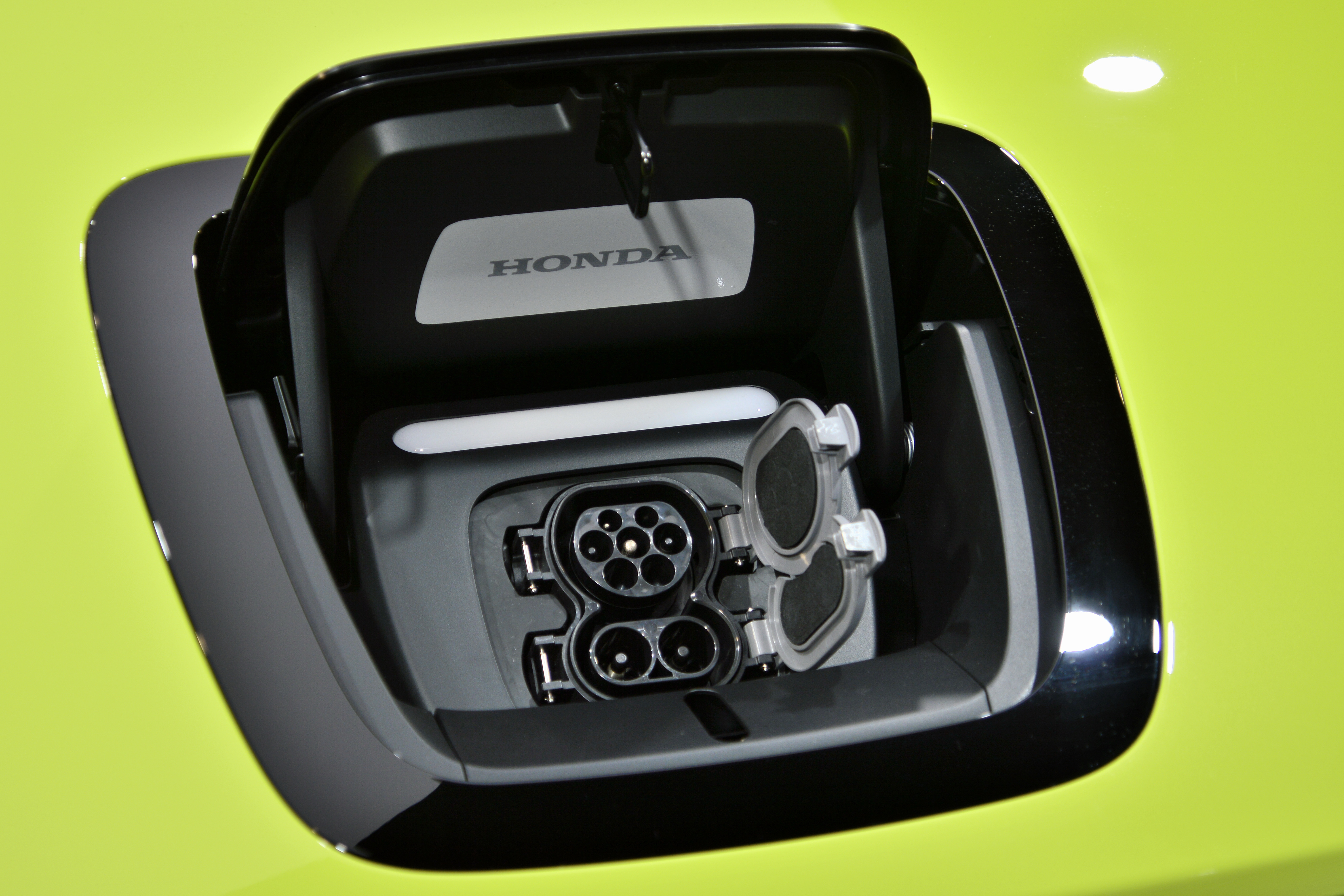
Recharge par connecteur type CCS Combo 2

La Honda e est équipée d'une batterie lithium-ion, d'une capacité de 35,5 kWh lui procurant une autonomie de 200 km. Celle-ci, conçue par Panasonic, est située sous le plancher, ce qui contribue à la répartition du poids équilibrée entre l'avant et l'arrière du véhicule. La batterie affiche une tension nominale de 355,2 volts avec 192 cellules pour un poids de 228,24 kg.

## Série limitée
- Honda e Limited Edition, limitée à 50 exemplaires en Europe en 2022[10].

## Concept car
La Honda e est préfigurée par le concept car Honda e-Prototype présenté au salon international de l'automobile de Genève 2019, lui même inspiré du concept car Honda Urban EV Concept présenté au salon de Francfort 2017.

Le concept Honda e-Prototype est présenté au concours d'élégance du Chantilly Arts & Elegance le 30 juin 2019.

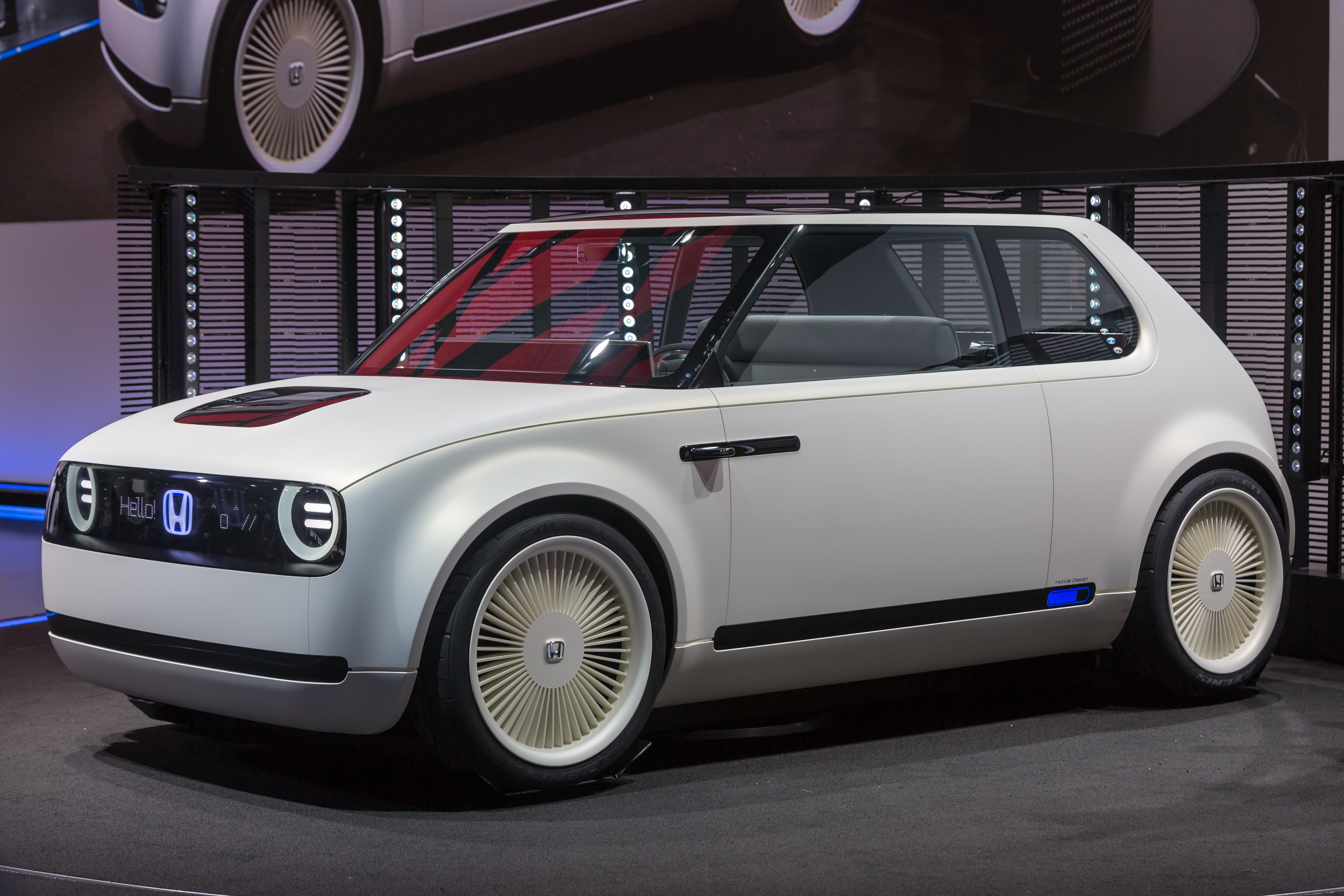
Honda Urban EV Concept à Francfort en 2017.
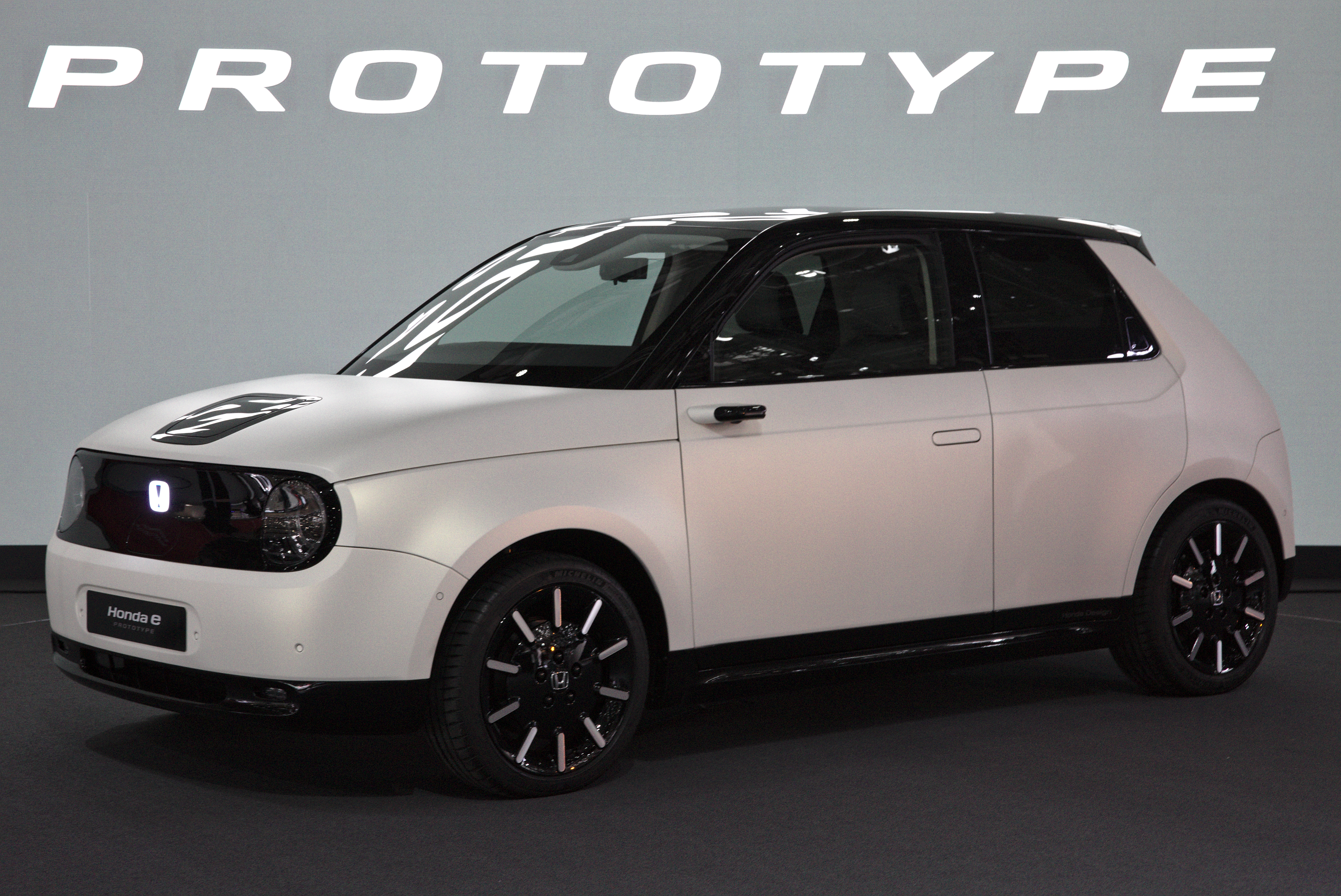
Honda e Prototype à Genève en 2019.